# 長岡市立江陽中学校
長岡市立江陽中学校（ながおかしりつ こうようちゅうがっこう）は、新潟県長岡市巻島町に所在する市立中学校。

## 概要
1971年に開校。全校生徒数351名（1年111名・2年107名・3年133名、2008年度）。
2022年現在、全校生徒335名、元気に活動を行っております。

## 沿革
- 1971年4月1日 - 上川西中学校・下川西中学校・福戸中学校の3校を統合して開校（名目統合）。
- 1972年9月1日 - 新校舎竣工に伴い実質統合。

## 通学区域
#外部リンクを参照。

### 進学前小学校
- 長岡市立福戸小学校
- 長岡市立下川西小学校
- 長岡市立上川西小学校

## 交通
- 越後交通「巻島」バス停（国道352号上）から徒歩3分
- 同「江陽二丁目」から徒歩5分

## 著名な出身者
- 中澤卓也 - 演歌歌手